# Petr Jiráček
Petr Jiráček (Tuchořice, 2 marzo 1986) è un calciatore ceco, centrocampista del Trinity Zlín e della Nazionale ceca.

## Caratteristiche tecniche
Jiráček è un mediano. Può essere schierato anche come interno di centrocampo o esterno sinistro.

## Carriera

### Club

#### Baník Sokolov
Dopo aver giocato nelle giovanili di Sokol Tuchořice, Baník Sokolov, Buldoci Karlovy Vary e Slavia Praga (queste ultime due esperienze in prestito dal Baník Sokolov), nell'estate del 2005 esordisce nel calcio professionistico con il Baník Sokolov, società calcistica che milita nelle divisioni inferiori del calcio ceco. Alla fine della stagione 2005-2006 il Sokolov viene promosso in seconda divisione, raggiungendo il sesto posto nel torneo 2006-2007. Jiráček gioca da titolare anche nella stagione 2007-2008 ma la società di Sokolov non va oltre un nono posto in campionato. Totalizza 40 presenze e 2 reti con la maglia del Baník Sokolov.

#### Viktoria Plzeň
Jiráček viene acquistato dal Viktoria Plzeň nel 2008. Esordisce il 2 agosto contro il Viktoria Žižkov (3-2) subentrando nel finale a Jan Lecjaks. Il 12 aprile del 2009 realizza la prima rete con la maglia del Viktoria, siglando l'1-0 contro lo Zlín (5-0). La prima stagione a Pilsen si conclude con 29 presenze ed 1 rete in campionato.
Nel campionato 2010 colleziona 26 gettoni e 1 gol e in Coppa gioca 3 sfide contro Příbram e Sigma Olomouc subentrando nel secondo tempo in tutti gli incontri. Il Viktoria Pilsen vince la sua prima Coppa nazionale battendo in finale lo Jablonec per 1-2. La stagione 2010-2011 è la sua più prolifica, nella quale realizza sei reti, inoltre esordisce in Europa League il 29 luglio 2010 contro il Beşiktaş (1-1) uscendo nel finale al posto di Martin Hruška. In campionato colleziona 29 presenze e 5 reti, in Coppa 4 incontri ed 1 rete e 2 partite senza reti in UEFA Europa League. Il Viktoria vince il suo primo campionato ceco e la sua prima Supercoppa nazionale battendo il Mladá Boleslav ai calci di rigore per 4-2 (1-1 dopo i tempi regolamentari). Jiráček gioca da titolare anche nella stagione seguente e il 2 dicembre 2011 gioca il suo ultimo incontro con la squadra di Plzeň contro il Bohemians 1905 (4-1).
In quattro stagioni con il Viktoria ha totalizzato 100 presenze e 11 reti in campionato, 9 partite e 1 rete in Coppa, 2 incontri di Europa League e 11 sfide di Champions League.

#### Wolfsburg
Il 22 dicembre 2011 la società tedesca del Wolfsburg acquista Jiráček dal Viktoria Plzeň per circa 5 milioni di euro, firmando un contratto quadriennale. Esordisce da titolare in Bundesliga il 21 gennaio a Wolfsburg contro il Colonia (1-0) venendo sostituito nel secondo tempo da Josué. Il 10 febbraio nella partita casalinga contro il Friburgo firma una doppietta che fissa il punteggio sul 3-2 per i Lupi.

#### Amburgo
Il 29 agosto viene acquistato dall'Amburgo con i quali firma un quadriennale. Il 1º settembre esordisce da titolare contro il Werder Brema (2-0) in seguito alla conclusione del suo contratto è entrato a far parte della 5ªSGT del Gastaldi Abba di cui diventa capitano e rappresentante di classe sotto le spoglie di Iraci Sofia Sareri.

#### Sparta Praga
Il 25 agosto 2015 torna in patria firmando un contratto di durata quadriennale con lo Sparta Praga.

### Nazionale
Il 3 settembre 2011 ha debutta in Nazionale maggiore da titolare contro la Scozia (2-2), venendo rimpiazzato al 77' da Tomáš Pekhart. Due mesi più tardi realizza la sua prima rete in Nazionale nel ritorno del play-off vinto 0-1 contro il Montenegro, che ha consentito ai cechi di andare a Euro 2012.
Convocato per gli Europei 2012, l'8 giugno 2012 esordisce da titolare nella competizione nel corso della partita contro la Russia (persa 4-1) venendo sostituito al 76' da Milan Petržela. Nella sfida contro la Grecia realizza la rete del parziale 1-0, e nella successiva partita contro la Polonia sigla il decisivo 1-0 che permette alla Nazionale ceca di passare il turno al primo posto nel girone A. Questa qui è stata la sua ultima rete con la selezione ceca, con cui ha disputato 28 partite, di cui l'ultima il 3 settembre 2014, persa 0-1 contro gli Stati Uniti, in cui viene sostituito all'intervallo da Lukáš Vácha.

## Statistiche

### Cronologia presenze e reti in Nazionale
| Cronologia completa delle presenze e delle reti in nazionale ― Scozia | Cronologia completa delle presenze e delle reti in nazionale ― Scozia | Cronologia completa delle presenze e delle reti in nazionale ― Scozia | Cronologia completa delle presenze e delle reti in nazionale ― Scozia | Cronologia completa delle presenze e delle reti in nazionale ― Scozia | Cronologia completa delle presenze e delle reti in nazionale ― Scozia | Cronologia completa delle presenze e delle reti in nazionale ― Scozia | Cronologia completa delle presenze e delle reti in nazionale ― Scozia |
| Data                                                                  | Città                                                                 | In casa                                                               | Risultato                                                             | Ospiti                                                                | Competizione                                                          | Reti                                                                  | Note                                                                  |
| --------------------------------------------------------------------- | --------------------------------------------------------------------- | --------------------------------------------------------------------- | --------------------------------------------------------------------- | --------------------------------------------------------------------- | --------------------------------------------------------------------- | --------------------------------------------------------------------- | --------------------------------------------------------------------- |
| 3-9-2011                                                              | Glasgow                                                               | Scozia                                                                | 2 – 2                                                                 | Rep. Ceca                                                             | Qual. Euro 2012                                                       | -                                                                     | 24’ 77’                                                               |
| 7-10-2011                                                             | Praga                                                                 | Rep. Ceca                                                             | 0 – 2                                                                 | Spagna                                                                | Qual. Euro 2012                                                       | -                                                                     |                                                                       |
| 11-10-2011                                                            | Kaunas                                                                | Lituania                                                              | 1 – 4                                                                 | Rep. Ceca                                                             | Qual. Euro 2012                                                       | -                                                                     |                                                                       |
| 11-11-2011                                                            | Praga                                                                 | Rep. Ceca                                                             | 2 – 0                                                                 | Montenegro                                                            | Qual. Euro 2012                                                       | -                                                                     |                                                                       |
| 15-11-2011                                                            | Podgorica                                                             | Montenegro                                                            | 0 – 1                                                                 | Rep. Ceca                                                             | Qual. Euro 2012                                                       | 1                                                                     | 84’ 88’                                                               |
| 29-2-2012                                                             | Dublino                                                               | Irlanda                                                               | 1 – 1                                                                 | Rep. Ceca                                                             | Amichevole                                                            | -                                                                     | 46’                                                                   |
| 26-5-2012                                                             | Graz                                                                  | Rep. Ceca                                                             | 2 – 1                                                                 | Israele                                                               | Amichevole                                                            | -                                                                     | 65’                                                                   |
| 1-6-2012                                                              | Praga                                                                 | Rep. Ceca                                                             | 1 – 2                                                                 | Ungheria                                                              | Amichevole                                                            | -                                                                     | 79’                                                                   |
| 8-6-2012                                                              | Breslavia                                                             | Russia                                                                | 4 – 1                                                                 | Rep. Ceca                                                             | Euro 2012 - 1º turno                                                  | -                                                                     | 76’                                                                   |
| 12-6-2012                                                             | Breslavia                                                             | Grecia                                                                | 1 – 2                                                                 | Rep. Ceca                                                             | Euro 2012 - 1º turno                                                  | 1                                                                     | 36’                                                                   |
| 16-6-2012                                                             | Breslavia                                                             | Rep. Ceca                                                             | 1 – 0                                                                 | Polonia                                                               | Euro 2012 - 1º turno                                                  | 1                                                                     | 84’                                                                   |
| 21-6-2012                                                             | Varsavia                                                              | Portogallo                                                            | 1 – 0                                                                 | Rep. Ceca                                                             | Euro 2012 - Quarti di finale                                          | -                                                                     |                                                                       |
| 15-8-2012                                                             | Leopoli                                                               | Ucraina                                                               | 0 – 0                                                                 | Rep. Ceca                                                             | Amichevole                                                            | -                                                                     | 61’ 81’                                                               |
| 8-9-2012                                                              | Copenaghen                                                            | Danimarca                                                             | 0 – 0                                                                 | Rep. Ceca                                                             | Qual. Mondiali 2014                                                   | -                                                                     |                                                                       |
| 11-9-2012                                                             | Teplice                                                               | Rep. Ceca                                                             | 0 – 1                                                                 | Finlandia                                                             | Amichevole                                                            | -                                                                     |                                                                       |
| 12-10-2012                                                            | Plzeň                                                                 | Rep. Ceca                                                             | 3 – 1                                                                 | Malta                                                                 | Qual. Mondiali 2014                                                   | -                                                                     | 73’                                                                   |
| 16-10-2012                                                            | Praga                                                                 | Rep. Ceca                                                             | 0 – 0                                                                 | Bulgaria                                                              | Qual. Mondiali 2014                                                   | -                                                                     |                                                                       |
| 6-2-2013                                                              | Manisa                                                                | Turchia                                                               | 0 – 2                                                                 | Rep. Ceca                                                             | Amichevole                                                            | -                                                                     | 63’                                                                   |
| 22-3-2013                                                             | Olomouc                                                               | Rep. Ceca                                                             | 0 – 3                                                                 | Danimarca                                                             | Qual. Mondiali 2014                                                   | -                                                                     | 61’                                                                   |
| 26-3-2013                                                             | Erevan                                                                | Armenia                                                               | 0 – 3                                                                 | Rep. Ceca                                                             | Qual. Mondiali 2014                                                   | -                                                                     | 85’                                                                   |
| 7-6-2013                                                              | Praga                                                                 | Rep. Ceca                                                             | 0 – 0                                                                 | Italia                                                                | Qual. Mondiali 2014                                                   | -                                                                     | 86’                                                                   |
| 14-8-2013                                                             | Budapest                                                              | Ungheria                                                              | 1 – 1                                                                 | Rep. Ceca                                                             | Amichevole                                                            | -                                                                     |                                                                       |
| 6-9-2013                                                              | Praga                                                                 | Rep. Ceca                                                             | 1 – 2                                                                 | Armenia                                                               | Qual. Mondiali 2014                                                   | -                                                                     | 62’                                                                   |
| 10-9-2013                                                             | Torino                                                                | Italia                                                                | 2 – 1                                                                 | Rep. Ceca                                                             | Qual. Mondiali 2014                                                   | -                                                                     |                                                                       |
| 11-10-2013                                                            | Ta' Qali                                                              | Malta                                                                 | 1 – 4                                                                 | Rep. Ceca                                                             | Qual. Mondiali 2014                                                   | -                                                                     | 85’                                                                   |
| 15-10-2013                                                            | Sofia                                                                 | Bulgaria                                                              | 0 – 1                                                                 | Rep. Ceca                                                             | Qual. Mondiali 2014                                                   | -                                                                     | 90+1’                                                                 |
| 15-11-2013                                                            | Olomouc                                                               | Rep. Ceca                                                             | 2 – 0                                                                 | Canada                                                                | Amichevole                                                            | -                                                                     | 46’                                                                   |
| 3-9-2014                                                              | Praga                                                                 | Rep. Ceca                                                             | 0 – 1                                                                 | Stati Uniti                                                           | Amichevole                                                            | -                                                                     | 46’                                                                   |
| Totale                                                                |                                                                       | Presenze                                                              | 28                                                                    |                                                                       | Reti                                                                  | 3                                                                     |                                                                       |

## Palmarès

### Club

#### Competizioni nazionali
- Pohár ČMFS: 1

Viktoria Plzeň: 2009-2010
- Campionato ceco: 1

Viktoria Plzeň: 2010-2011
- Český Superpohár: 1

Viktoria Plzeň: 2011